# Diocèse de Montpellier
Le diocèse de Montpellier est un ancien diocèse français dans la province ecclésiastique de Narbonne supprimé en 1790. Il est remplacé par l'archidiocèse de Montpellier.